# Palais Monte di Pietà

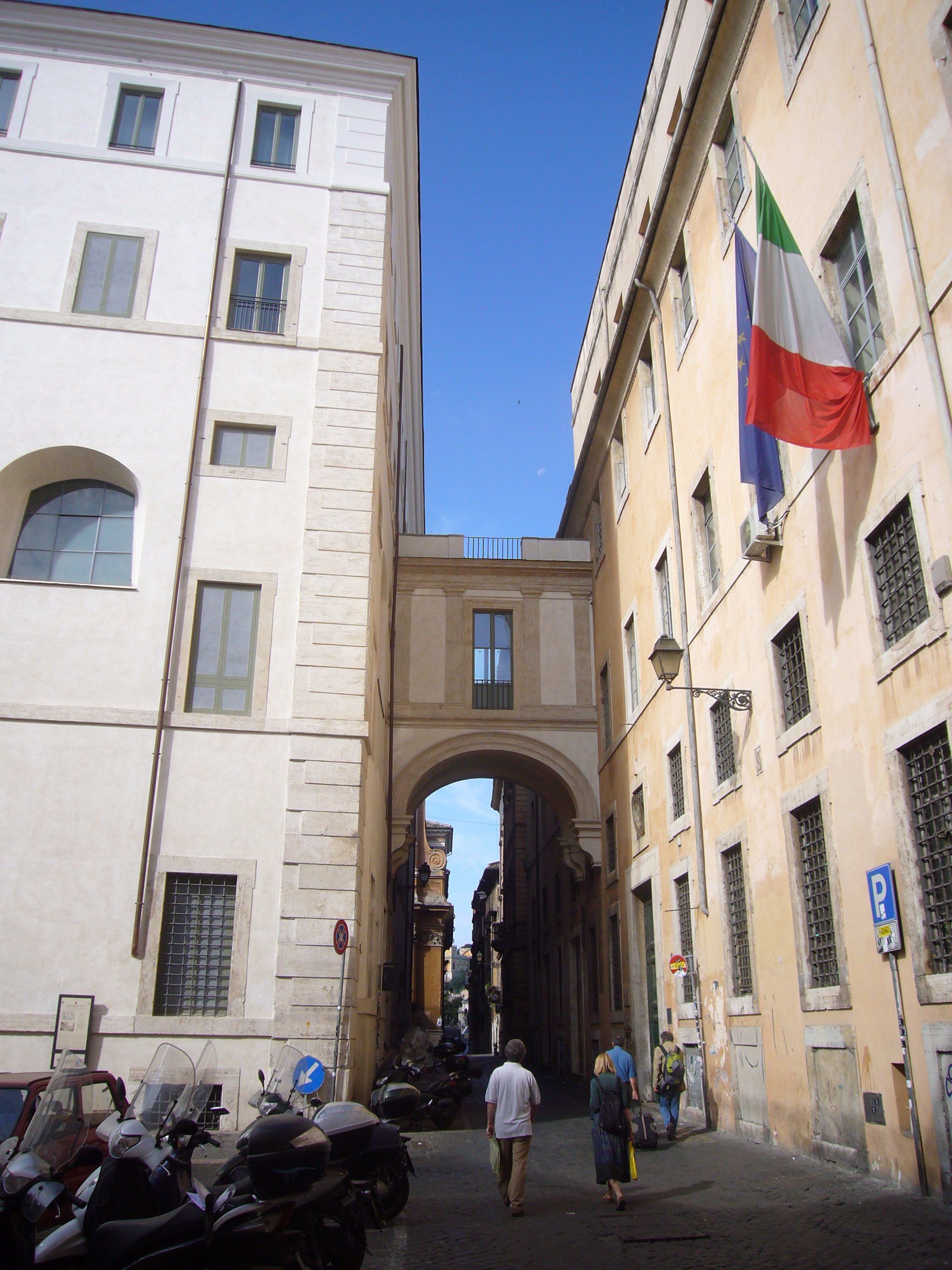
L'arc del Monte, façade vers la place ; à droite « Casa grande dei Barberini »

Le palais Monte di Pietà (en italien, Palazzo di Monte di Pietà) est le nom donné à un ensemble d'édifices et de palais romains situés dans le rione Regola qui abritent depuis 1604 les services de Prêt sur gage, du mont-de-piété.